# Viménil
Viménil – miejscowość i gmina we Francji, w departamencie Wogezy, w regionie Lotaryngia. Według danych na rok 2006, gminę zamieszkiwały 193 osoby.